# Бера (Емилија Ромања)
Бера (итал. Berra) је насеље у Италији у округу Ферара, региону Емилија-Ромања.
Према процени из 2011. у насељу је живело 1812 становника. Насеље се налази на надморској висини од 1 м.

## Становништво
| 1931.  | 1936.  | 1951.  | 1961. | 1971. | 1981. | 1991. | 2001. | 2011. |
| ------ | ------ | ------ | ----- | ----- | ----- | ----- | ----- | ----- |
| 10.875 | 11.397 | 12.909 | 9.308 | 7.410 | 7.214 | 6.611 | 5.832 | 5.160 |